# Де Лоренцо, Леонардо
Леонардо Де Лоренцо (итал. Leonardo De Lorenzo; 29 августа 1875, Виджано — 29 июня 1962, Санта-Барбара) — итальянский флейтист-виртуоз и композитор.

## Биография
Начал заниматься на флейте в 8 лет. Много путешествовал, в 16 лет эмигрировал в Америку. В 1896 вернулся в Италию, где проходил военную службу, став членом военной капеллы под управлением Джиованни Моранцони (итал. Giovanni Moranzoni). После окончания военной службы отправился в кругосветное путешествие по Европе и Африке. В 25 лет стал солистом оркестра в городе Кейптаун. В 1903 перешёл на флейту системы Бёма. В 1907 году вернулся в Неаполь, где учился и получил диплом. В 1909 снова уехал в Америку, через год стал солистом Нью-Йоркского филармонического оркестра, главным дирижёром которого в тот момент являлся Густав Малер. Также играл в составах оркестров Миннеаполиса, Лос Анджелеса и Рочестера. 1923—1935 годах — профессор в Истменской школе музыки. В 1935 году оставил исполнительскую деятельность, чтобы целиком посвятить себя композиции и написанию книг.

## Творческая деятельность
Автор книги «Моя полная история флейты» (1947), содержащей биографии и диалоги с ведущими флейтистами конца XIX — начала XX веков. Автор более 300 виртуозных произведений для флейты и сборников этюдов.
В родном городе Де Лоренцо проходит международный конкурс флейтистов его имени.

## Сочинения
Из ныне изданных:
- «Appassionato». Сентиментальная фантазия для флейты и фп., op. 5
- Сальтарелла для флейты и фп., op. 27
- Венецианский карнавал для флейты соло
- 9 больших этюдов
- «3 виртуоза». Блестящее каприччио для 3х флейт, op. 31
- «Юный Пан». Фантастическое каприччио для квартета флейт, op. 32
- «Non plus ultra». 18 каприсов для флейты соло, op. 34
- Pizzica-Pizzica для флейты и фп., op. 37
- Мифологическая сюита для флейты соло, op. 38
- Идиллия для флейты и фп., op. 67
- Импровизация для флейты и фп., op. 72
- Симфониетта (Флейтовый дивертисмент) для 5 флейт, op. 75
- Эксцентричное трио для флейты, кларнета и фагота, op. 76
- Романтическое трио для флейты, гобоя и кларнета, op. 78 (1960)
- «4 виртуоза» для флейты, гобоя, кларнета и фагота, op. 80
- Каприччио для квартета флейт N2, op. 82